# Lars Brink

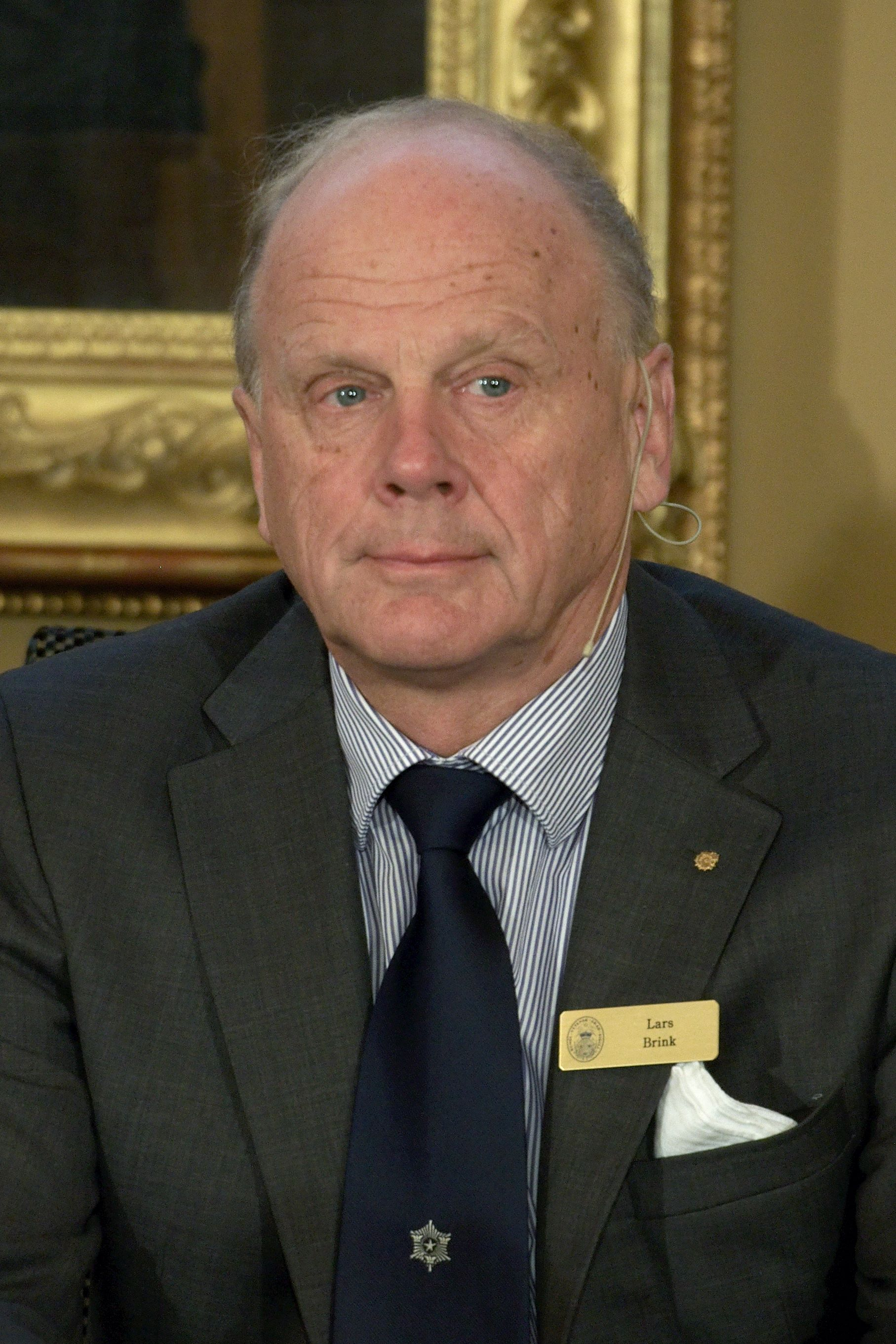
Lars Brink

Lars Brink, född den 12 november 1943 i Uddevalla, död den 29 oktober 2022 i Göteborg, var en svensk fysiker.
Lars Brink avlade studentexamen vid Hvitfeldtska år 1962, civilingenjörsexamen i teknisk fysik vid Chalmers tekniska högskola 1967 och disputerade för teknologie doktorsgraden 1973 vid samma lärosäte.
Ämnet för hans doktorsavhandling var så kallade duala modeller. Detta var en föregångare till strängteorin, där han var en av pionjärerna. Han har även gett viktiga bidrag till supersymmetrisk Yang-Mills teori, bland annat beviset för att den maximalt supersymmetriska teorin är ändlig. 
År 1986 blev han professor i teoretisk elementarpartikelfysik, först vid Naturvetenskapliga forskningsrådet och därefter på Chalmers tekniska högskola. Han arbetade även vid CERN i Genève och vid California Institute of Technology i Pasadena och var gästprofessor vid ett flertal ledande institutioner i världen, bland annat Institute for Advanced Study i Princeton. Han var utländsk medlem av Max-Planck-Gesellschaft och hedersdoktor vid flera utländska universitet. 
Han blev 1997 ledamot av Kungliga Vetenskapsakademien och var 2001, 2004 och 2008–2013 ledamot av Vetenskapsakademiens Nobelkommitté för fysik, det sista året som dess ordförande. Han var också ledamot av Kungl. Vetenskaps- och Vitterhets-Samhället i Göteborg sedan år 2004.